# マンチョウスープ
マンチョウスープ（ラテン文字：Manchow soup、マンチャオスープとも表記される）は、準備が容易なことからインドで人気のあるインド風中華料理のスープである。マンチョウスープは屋台での販売からレストランまで、至る所で販売されている。スープの名前は満州から名付けられているものの、スープ自体に満州付近の料理の影響は見られない。
マンチョウスープは暗褐色をしており、野菜、ワケギ、鶏肉（非ベジタリアンのみ）、出汁、とうもろこし粉を材料として用いて作る。調味料には醤油、塩、ニンニク、チリペッパーなどが比較的よく使用される。また、スープの付け合わせとして刻んだワケギを添えたり、パリパリとした食感を出すために乾麺を添えて供することもある。